# Иттер (Тироль)
Иттер (нем. Itter) — коммуна в Австрии, в федеральной земле Тироль. Входит в состав округа Кицбюэль. Площадь коммуны составляет 10,44 км², население — 1173 человека (1 января 2021), плотность населения — 113 чел./км². Официальный код — 70407.
На территории коммуны располагается Замок Иттер, впервые упоминаемый в документах за 1241 год.

## Население
| Год  | Численность |
| ---- | ----------- |
| 1869 | 433         |
| 1889 | 479         |
| 1890 | 424         |
| 1900 | 434         |
| 1910 | 447         |
| 1923 | 444         |
| 1934 | 480         |
| 1939 | 489         |
| 1951 | 587         |
| 1961 | 646         |
| 1971 | 792         |
| 1981 | 910         |
| 1991 | 980         |
| 2001 | 1060        |
| 2011 | 1172        |
| 2021 | 1173        |

## Политическая ситуация
Бургомистр коммуны — Йохан Грат.